# Victimes suédoises du tsunami de décembre 2004
Pour un article plus général, voir Séisme et tsunami de 2004 dans l'océan Indien.
La Suède a payé un lourd tribut au tsunami qui le matin du dimanche 26 décembre 2004 a ravagé les côtes de l'océan Indien : 543 de ses ressortissants, pour la plupart des touristes séjournant sur les plages thaïlandaises, ont trouvé la mort.
Rapidement mis sur la sellette du fait de la réaction lente et inadaptée des autorités suédoises, le gouvernement du Premier ministre Göran Persson est sévèrement réprimandé en décembre 2005 par une commission indépendante chargée d'évaluer sa gestion de la catastrophe.
En février 2006, Persson et sa ministre des Affaires étrangères Laila Freivalds présentent tous deux leurs excuses devant le comité constitutionnel du Parlement suédois. Le directeur de cabinet du Premier ministre, Lars Danielsson, qui assurait la permanence gouvernementale le 26 décembre 2004, est contraint à la démission.

## Victimes
Le séisme qui frappe au large des côtes de Sumatra le matin du 26 décembre 2004 est, avec une magnitude supérieure à 9 sur l'échelle de Richter, l'un des plus violents jamais enregistrés. Les vagues géantes qu'il provoque causent la mort de plus de 200 000 personnes, essentiellement en Indonésie, au Sri Lanka, en Inde et en Thaïlande.
Parmi les pays non directement impactés par la catastrophe, la Suède est l'un de ceux qui paie le plus lourd tribut. La Thaïlande est en effet l'une des destinations favorites des touristes suédois, et on estime entre 25 000 et 30 000 le nombre de Suédois présents au royaume de Siam pour les fêtes de fin d'année 2004. La plupart (près de 500) des morts et disparus suédois séjournaient à Khao Lak, au nord de Phuket, une zone durement touchée par les vagues meurtrières. Un décès est par ailleurs à déplorer au Sri Lanka. Le bilan définitif s'établit à 543 morts et portés disparus auxquels s'ajoutent environ 1 500 blessés.
Dans les mois qui suivent la catastrophe, les travaux d'identification des victimes se révèlent bien organisés en Thaïlande, où la coopération internationale est particulièrement efficace. L'identification des victimes suédoises est de plus facilitée par l'existence en Suède d'empreintes dentaires pour la plupart des citoyens (à l'exception notoire des jeunes enfants) mais aussi d'un registre national contenant les échantillons sanguins prélevés à la naissance sur tous les individus nés après 1975. L'utilisation de ce registre dans le cadre de tests ADN sur les victimes de la catastrophe est autorisée par un vote du Parlement suédois le 8 janvier 2005. Fin octobre 2005, 523 des 543 victimes suédoises sont identifiées, principalement grâce à leurs empreintes dentaires (70 % des identifications s'appuient uniquement sur les empreintes dentaires), à leurs empreintes digitales et à leur ADN.

## Fiasco
Le lendemain de Noël est traditionnellement un jour férié en Suède, et il s'agit de plus en cette fin d'année 2004 d'un dimanche. Le Premier ministre Göran Persson ayant pris ses quartiers à Harpsund, sa résidence de loisirs officielle, c'est son directeur de cabinet Lars Danielsson qui assure la permanence gouvernementale. Alors que les premières nouvelles du tsunami sont diffusées en Suède à 6 heures du matin heure locale, Danielsson s'assure, selon ses premières déclarations, que le ministère des Affaires étrangères gère la situation, mais aucune cellule de crise n'est constituée dans la journée du 26.
La machine gouvernementale ne se met en marche que le lendemain à 10 heures du matin, après que l'ambassadeur de Suède en Thaïlande a communiqué par téléphone ses premières estimations sur les victimes suédoises : une dizaine de morts et une centaine de disparus. La ministre des Affaires étrangères Laila Freivalds s'attire les foudres de la presse pour avoir passé la soirée du 26 décembre au théâtre, alors que 15 000 de ses compatriotes étaient touchés par une catastrophe de grande ampleur.
En plus d'être retardée, la réaction des autorités suédoises se révèle inadaptée, le gouvernement suédois ne disposant pas d'un plan de crise pour faire face à la situation. Les premiers secours en provenance de Suède n'arrivent en Thaïlande que trois jours après la catastrophe, le mercredi 29 décembre. Alors que l'évacuation des ressortissants italiens, français et américains commence dès le dimanche 26 décembre, la Suède n'est pas en mesure de rapatrier rapidement ses ressortissants blessés, qui occupent des lits dans des hôpitaux surchargés. Les services consulaires provisoires, mis en place dans un hôtel de Phuket, manquent de ressources pour faire face aux demandes des rescapés et des proches restés en Suède.

## Réprimandes
Dès le 13 janvier 2005, une commission indépendante destinée à évaluer l'action du gouvernement suédois pendant la crise est mise en place. Dirigée par le président de la cour d'appel de Svea Johan Hirschfeldt, cette commission rend ses conclusions le 1er décembre 2005. Les reproches adressés au Premier ministre, à la ministre des Affaires étrangères et à d'autres responsables gouvernementaux et hauts fonctionnaires sont sévères. La commission met en avant l'absence d'une structure destinée à la gestion d'une catastrophe de grande ampleur, comme il en existe par exemple en Italie, en Allemagne et en France.
Des auditions ont lieu en février 2006 devant le comité constitutionnel du Parlement suédois, qui à son tour adresse des critiques sévères à six ministres du gouvernement Persson : le Premier ministre lui-même, la ministre des Affaires étrangères, la ministre de la Défense Leni Björklund, la ministre de la Santé Ylva Johansson, la ministre de la Coopération Carin Jämtin, et le ministre des Finances Pär Nuder. Pendant ces auditions, Göran Persson et Laila Freivalds présentent tous deux leurs excuses.

« Je suis infiniment désolé que [l'inaction du gouvernement pendant les premières 24 heures] ait aggravé la douleur des rescapés [...] Il est désormais évident que nous aurions dû agir plus tôt. »

— Göran Persson
Malgré les réprimandes, le gouvernement de Göran Persson reste en place. Très affaiblie, Laila Freivalds quitte finalement ses fonctions en mars 2006, après sa mise en cause dans une affaire d'atteinte à la liberté d'expression. Lars Danielsson, qui est revenu sur ses premières déclarations devant le comité constitutionnel du Parlement, démissionne finalement en août 2006, à la suite d'une nouvelle salve de critiques, en provenance cette fois-ci du médiateur parlementaire,. Trois semaines plus tard, le Parti social-démocrate enregistre une sévère défaite aux élections législatives et quitte le gouvernement au profit de la coalition menée par Fredrik Reinfeldt.